# Persone di nome Ruggero
| Questa pagina contiene informazioni ricavate automaticamente dalle voci biografiche con l'ausilio del template Bio e di un bot. L'aggiornamento è periodico e automatico e ricostruisce completamente la pagina. Se manca una persona in questa lista, sei pregato di non aggiungerla, ma accertati piuttosto che la sua voce biografica contenga il template Bio e che i dati anagrafici siano correttamente compilati. Se il template Bio manca, inseriscilo tu stesso o, in alternativa, metti l'avviso {{tmp\|Bio}} che ne segnala la mancanza. Se i dati riportati sono sbagliati, correggi direttamente la voce biografica; le modifiche saranno visibili in questa lista entro pochi giorni. Per chiarimenti vedi il progetto antroponimi. La lista contiene solo le 158 persone che sono citate nell'enciclopedia e per le quali è stato implementato correttamente il template Bio. Pagina aggiornata al 6 ago 2025. |

Questa è una lista di persone presenti nell'enciclopedia che hanno il nome Ruggero, suddivise per attività principale.

## Abati(1)
- Ruggero d'Élan, abate francese (Inghilterra - Élan)

## Allenatori di calcio(3)
- Ruggero Casari, allenatore di calcio e ex calciatore italiano (Paderno Franciacorta, n. 1954)
- Ruggero Radice, allenatore di calcio e ex calciatore italiano (Milano, n. 1971)
- Ruggero Zanolla, allenatore di calcio e calciatore italiano (Monfalcone, n. 1907)

## Ammiragli(1)
- Ruggero Settimo, ammiraglio e politico italiano (Palermo, n. 1778 - La Valletta, † 1863)

## Anatomisti(1)
- Ruggero Oddi, anatomista e fisiologo italiano (Perugia, n. 1864 - Tunisi, † 1913)

## Architetti(2)
- Ruggero Berlam, architetto, museologo e politico italiano (Trieste, n. 1854 - Trieste, † 1920)
- Ruggero Lenci, architetto italiano (Roma, n. 1955)

## Archivisti(1)
- Ruggero Nuti, archivista e storico italiano (Prato, n. 1890 - Prato, † 1956)

## Arcivescovi cattolici(2)
- Ruggero Bovelli, arcivescovo cattolico italiano (Pantalla, n. 1875 - Ferrara, † 1954)
- Ruggero Franceschini, arcivescovo cattolico italiano (Prignano sulla Secchia, n. 1939 - Reggio Emilia, † 2024)

## Attori(8)
- Ruggero Capodaglio, attore italiano (Salerno, n. 1880 - Roma, † 1946)
- Ruggero Cara, attore italiano (Milano, n. 1948 - Milano, † 2018)
- Ruggero De Daninos, attore italiano (Milano, n. 1931 - Milano, † 2000)
- Ruggero Dondi, attore e doppiatore italiano (Vimercate, n. 1944)
- Ruggero Lupi, attore italiano (Ferrara, n. 1882 - Roma, † 1933)
- Ruggero Pignotti, attore italiano (Napoli, n. 1916 - Napoli, † 2016)
- Ruggero Rosi, attore italiano (Corciano, n. 1945)
- Ruggero Ruggeri, attore italiano (Fano, n. 1871 - Milano, † 1953)

## Attori pornografici(1)
- Carlo Masi, ex attore pornografico italiano (Roma, n. 1976)

## Avvocati(1)
- Ruggero Mariotti, avvocato e politico italiano (Fano, n. 1853 - Roma, † 1917)

## Bassi-baritoni(1)
- Ruggero Raimondi, basso-baritono e attore cinematografico italiano (Bologna, n. 1941)

## Botanici(1)
- Ruggero Tomaselli, botanico italiano (Trento, n. 1920 - Monzuno, † 1982)

## Calciatori(3)
- Ruggero Di Cuonzo, calciatore italiano (Barletta, n. 1919)
- Ruggero Maineri, calciatore e allenatore di calcio italiano (Genova, n. 1892 - Levanto, † 1958)
- Ruggero Salar, calciatore e allenatore di calcio italiano (Crauglio, n. 1918 - † 1996)

## Canottieri(1)
- Ruggero Verroca, ex canottiere italiano (Bari, n. 1961)

## Cantanti(3)
- Ruggero Cori, cantante italiano (Napoli, n. 1927 - Napoli, † 1987)
- Ruggero Oppi, cantante e batterista italiano (Bologna, n. 1910)
- Ruggero Pasquarelli, cantante, attore e personaggio televisivo italiano (Città Sant'Angelo, n. 1993)

## Cantautori(1)
- Ruggero Scandiuzzi, cantautore e musicista italiano (Marmirolo, n. 1951)

## Cardinali(1)
- Ruggero Luigi Emidio Antici Mattei, cardinale e patriarca cattolico italiano (Recanati, n. 1811 - Roma, † 1883)

## Cestisti(1)
- Geo Balmelli, ex cestista svizzero (Lugano, n. 1927)

## Chitarristi(1)
- Ruggero Chiesa, chitarrista e insegnante italiano (Camogli, n. 1933 - Milano, † 1993)

## Ciclisti su strada(5)
- Ruggero Balli, ciclista su strada italiano (Prato, n. 1910 - Prato, † 1981)
- Ruggero Borghi, ex ciclista su strada e dirigente sportivo italiano (Cantù, n. 1970)
- Ruggero Gialdini, ex ciclista su strada italiano (Cavriana, n. 1950)
- Ruggero Marzoli, ex ciclista su strada italiano (Spoltore, n. 1976)
- Ruggero Moro, ciclista su strada italiano (Carbonera, n. 1916 - † 1996)

## Clavicembalisti(1)
- Ruggero Gerlin, clavicembalista, pianista e compositore italiano (Venezia, n. 1899 - Parigi, † 1983)

## Compositori(5)
- Ruggero Cini, compositore, arrangiatore e direttore d'orchestra italiano (Scandicci, n. 1933 - Roma, † 1981)
- Ruggero Giovannelli, compositore e cantore italiano (Velletri - Roma, † 1625)
- Ruggero Leoncavallo, compositore e librettista italiano (Napoli, n. 1857 - Montecatini Terme, † 1919)
- Ruggero Lolini, compositore italiano (Siena, n. 1932 - Siena, † 2019)
- Ruggero Manna, compositore italiano (Trieste, n. 1808 - Cremona, † 1864)

## Condottieri(4)
- Ruggero Accrocciamuro, condottiero italiano (n. 1440 - Pratola Peligna, † 1496)
- Ruggero Cane, condottiero e diplomatico italiano (Casale Monferrato - Pavia)
- Ruggero Cane Ranieri, condottiero italiano (Perugia, † 1441)
- Ruggero III di Puglia, condottiero normanno (n. 1118 - † 1148)

## Cuochi(1)
- Ruggero Bauli, pasticciere e imprenditore italiano (Nogara, n. 1895 - Verona, † 1985)

## Discoboli(1)
- Ruggero Biancani, discobolo e pesista italiano (San Giovanni in Persiceto, n. 1915 - San Lazzaro di Savena, † 1993)

## Doppiatori(3)
- Ruggero Andreozzi, doppiatore italiano (Modena, n. 1978)
- Alessandro Rossi, doppiatore, direttore del doppiaggio e dialoghista italiano (Roma, n. 1955)
- Ruggero Valli, doppiatore italiano (Roma, n. 1998)

## Filosofi(1)
- Ruggero Marston, filosofo e teologo inglese

## Fumettisti(1)
- Ruggero Giovannini, fumettista, illustratore e pittore italiano (Roma, n. 1922 - Roma, † 1983)

## Funzionari(1)
- Ruggero Sanseverino, funzionario e arcivescovo italiano (n. 1302 - † 1348)

## Generali(4)
- Ruggero Bonomi, generale e aviatore italiano (Lugo, n. 1898 - Oderzo, † 1980)
- Ruggero Alfredo Micheli, generale e ingegnere italiano (Volterra, n. 1847 - Roma, † 1919)
- Ruggero Santini, generale e politico italiano (Ventimiglia di Sicilia, n. 1870 - Roma, † 1958)
- Ruggero Tracchia, generale italiano (Roma, n. 1884 - Roma, † 1955)

## Genetisti(1)
- Ruggero Ceppellini, genetista italiano (Milano, n. 1917 - † 1988)

## Gesuiti(1)
- Ruggero Giuseppe Boscovich, gesuita, astronomo e matematico dalmata (Ragusa, n. 1711 - Milano, † 1787)

## Ginnasti(1)
- Ruggero Rossato, ex ginnasta italiano (Padova, n. 1968)

## Giocatori di baseball(1)
- Ruggero Bagialemani, ex giocatore di baseball e allenatore di baseball italiano (Roma, n. 1963)

## Giornalisti(6)
- Ruggero Albanese, giornalista e dirigente sportivo italiano (Catania, n. 1887 - Catania, † 1951)
- Ruggero Marino, giornalista, scrittore e poeta italiano (Verbania, n. 1940)
- Ruggero Orlando, giornalista e politico italiano (Verona, n. 1907 - Roma, † 1994)
- Ruggero Po, giornalista e conduttore radiofonico italiano (Carpi, n. 1952)
- Ruggero Y. Quintavalle, giornalista, saggista e scrittore italiano (Marsiglia, n. 1918 - Roma, † 2003)
- Ruggero Zangrandi, giornalista, scrittore e storico italiano (Milano, n. 1915 - Roma, † 1970)

## Hockeisti su ghiaccio(1)
- Ruggero Rossi De Mio, ex hockeista su ghiaccio italiano (Bolzano, n. 1976)

## Maratoneti(1)
- Ruggero Pertile, ex maratoneta italiano (Camposampiero, n. 1974)

## Medici(2)
- Ruggero Calbi, medico e poeta italiano (Ravenna, n. 1683 - Ravenna, † 1761)
- Ruggero Verity, medico e entomologo italiano (Firenze, n. 1883 - Firenze, † 1959)

## Mercenari(1)
- Ruggero da Fiore, mercenario italiano (Brindisi, n. 1267 - Adrianopoli, † 1305)

## Militari(3)
- Ruggero Bardazzi, militare italiano (Lastra a Signa, n. 1885 - Er Regina, † 1913)
- Ruggero Vitrani, militare italiano (Barletta, n. 1908 - Sardò Mesghi, † 1941)
- Ruggero Volpi, militare italiano (Mulazzo, n. 1947 - Genova, † 1977)

## Monaci cristiani(1)
- Ruggero di Puglia, monaco cristiano e scrittore italiano (Torremaggiore, n. 1205 - † 1266)

## Montatori(1)
- Ruggero Mastroianni, montatore italiano (Torino, n. 1929 - Pomezia, † 1996)

## Nobili(20)
- Ruggero Mortimer, I conte di March, nobile inglese (Wigmore, n. 1287 - Tyburn, † 1330)
- Ruggero Mortimer, II conte di March, nobile britannico (Rouvray, † 1360)
- Ruggero Mortimer, IV conte di March, nobile britannico (Monmouthshire, n. 1374 - Kells, † 1398)
- Ruggero III di Sicilia, nobile (n. 1175 - Palermo, † 1193)
- Ruggero I di Foix, nobile francese
- Ruggero I di Montgomery, nobile francese
- Ruggero Bernardo I di Castelbon, nobile (n. 1310 - Orthez, † 1350)
- Ruggero Bernardo II di Castelbon, nobile († 1381)
- Ruggero, nobile e diplomatico normanno
- Ruggero I di Pallars Sobirà, nobile francese
- Ruggero IV di Puglia, nobile normanno (n. 1152 - Palermo, † 1161)
- Ruggero II di Pallars Sobirà, nobile francese
- Ruggero Bernardo I di Pallars Sobirà, nobile spagnolo
- Ruggero di Andria, nobile italiano (Sant'Agata di Puglia, † 1190)
- Ruggero I Sanseverino, nobile e religioso normanno (n. 1065 - Cava de' Tirreni, † 1125)
- Ruggero II Sanseverino, nobile e condottiero italiano (n. 1237 - Marsico Nuovo, † 1285)
- Ruggero Sclavo, nobile italiano
- Ruggero di Clare, II conte di Hertford, nobile normanno (n. 1116 - † 1173)
- Ruggero di Moncada, nobile, politico e militare spagnolo († 1419)
- Ruggero II di Montgomery, nobile francese (Shrewsbury, † 1094)

## Orafi(1)
- Ruggero di Helmarshausen, orafo e monaco cristiano tedesco

## Patrioti(1)
- Ruggero Mastrangelo, patriota e politico italiano (Palermo - Palermo)

## Pianisti(1)
- Ruggero Maghini, pianista e compositore italiano (Sesto Calende, n. 1913 - Torino, † 1977)

## Pistard(1)
- Ruggero Ferrario, pistard e ciclista su strada italiano (Milano, n. 1897 - Milano, † 1976)

## Pittori(4)
- Ruggero Falanga, pittore italiano (Taormina, n. 1914 - Milano, † 1970)
- Ruggero Alfredo Michahelles, pittore e scultore italiano (Firenze, n. 1898 - Firenze, † 1976)
- Ruggero Panerai, pittore e illustratore italiano (Firenze, n. 1862 - Parigi, † 1923)
- Ruggero Savinio, pittore e scrittore italiano (Torino, n. 1934 - Cetona, † 2025)

## Poeti(1)
- Ruggero Vasari, poeta e pittore italiano (Messina, n. 1898 - † 1968)

## Politici(7)
- Ruggero Grieco, politico e antifascista italiano (Foggia, n. 1893 - Massa Lombarda, † 1955)
- Ruggero Lombardi, politico italiano (Lucera, n. 1898 - † 1976)
- Ruggero Puletti, politico, saggista e storico della letteratura italiano (Umbertide, n. 1924 - † 2003)
- Ruggero Razza, politico italiano (Milano, n. 1980)
- Ruggero Romano, politico italiano (Noto, n. 1895 - Dongo, † 1945)
- Ruggero Ruggeri, politico italiano (Mantova, n. 1946)
- Ruggero Sbrogiò, politico italiano (Venezia, n. 1932 - Mira, † 2013)

## Produttori teatrali(1)
- Ruggero Sintoni, produttore teatrale e produttore cinematografico italiano (Faenza, n. 1955)

## Registi(4)
- Ruggero Deodato, regista, sceneggiatore e attore italiano (Potenza, n. 1939 - Roma, † 2022)
- Ruggero Dipaola, regista e produttore cinematografico italiano (Brescia, n. 1968)
- Ruggero Gabbai, regista e fotografo italiano (Anversa, n. 1964)
- Ruggero Miti, regista, produttore televisivo e attore italiano (Monterotondo, n. 1942)

## Religiosi(1)
- Ruggero Bacone, religioso, filosofo e scienziato britannico (Ilchester, n. 1214 - Oxford, † 1292)

## Rugbisti a 15(1)
- Ruggero Trevisan, ex rugbista a 15 italiano (Latisana, n. 1990)

## Saggisti(1)
- Ruggero Timeus, saggista e scrittore italiano (Trieste, n. 1892 - Pal Piccolo, † 1915)

## Sceneggiatori(1)
- Ruggero Maccari, sceneggiatore e regista italiano (Roma, n. 1919 - Roma, † 1989)

## Scrittori(4)
- Ruggero Cappuccio, scrittore e regista italiano (Torre del Greco, n. 1964)
- Ruggero Guarini, scrittore e giornalista italiano (Napoli, n. 1931 - Roma, † 2013)
- Ruggero Jacobbi, scrittore, critico letterario e poeta italiano (Venezia, n. 1920 - Roma, † 1981)
- Ruggero di Hoveden, scrittore inglese (Howden - † 1201)

## Scultori(2)
- Ruggero Bescapè, scultore italiano (Bascapè - Roma)
- Ruggero Dondé, scultore italiano (Rimini, n. 1878 - Verona, † 1957)

## Sindacalisti(1)
- Ruggero Ravenna, sindacalista italiano (Roma, n. 1925 - Melbourne, † 2022)

## Sovrani(2)
- Ruggero I di Sicilia, sovrano normanno (Hauteville-la-Guichard - Mileto, † 1101)
- Ruggero II di Sicilia, re (Mileto, n. 1095 - Palermo, † 1154)

## Storici(3)
- Ruggero Giacomini, storico e politico italiano (Pianelle, n. 1945)
- Ruggero Guerrieri, storico italiano (Gualdo Tadino, n. 1873 - Gualdo Tadino, † 1948)
- Ruggero Moscati, storico italiano (Napoli, n. 1908 - Roma, † 1981)

## Velisti(1)
- Ruggero Tita, velista italiano (Rovereto, n. 1992)

## Velocisti(1)
- Ruggero Maregatti, velocista e lunghista italiano (Milano, n. 1905 - Milano, † 1963)

## Vescovi(1)
- Ruggero di Canne, vescovo e santo italiano (Canne, n. 1060 - Canne, † 1129)

## Vescovi cattolici(2)
- Ruggero Blundo, vescovo cattolico italiano (Palermo, n. 1801 - Cefalù, † 1888)
- Ruggero da Vicopisano, vescovo cattolico italiano (Vicopisano - Losanna, † 1220)

## Senza attività specificata(15)
- Ruggero Borsa, cavaliere medievale normanno (Salerno, † 1111)
- Ruggero Pascoli, italiano (Ravenna, n. 1815 - Savignano di Romagna, † 1867)
- Ruggero Pierantoni, biofisico, psicologo e politico italiano (Roma, n. 1934 - Genova, † 2025)
- Roger de Montreuil, conte († 957)
- Ruggero di Salerno, cavaliere medievale normanno (Sarmada, † 1119)
- Ruggero Bernardo II di Foix, conte († 1241)
- Ruggero IV di Foix, conte († 1265)
- Ruggero III di Foix, conte
- Ruggero II di Foix, conte († 1124)
- Ruggero di Montgommery, conte († 1123)
- Ruggero I di Kleve, conte
- Ruggero II di Kleve, conte
- Ruggero I del Maine, conte
- Ruggero Bernardo I di Foix, conte († 1188)
- Ruggero di Wendover, inglese (St Albans, † 1236)